# Страмбино
Страмбино (итал. Strambino) је насеље у Италији у округу Торино, региону Пијемонт.
Према процени из 2011. у насељу је живело 4673 становника. Насеље се налази на надморској висини од 234 м.

## Становништво
Према резултатима пописа становништва 2011. у општини је живело 6.336 становника.
| 1931. | 1936. | 1951. | 1961. | 1971. | 1981. | 1991. | 2001. | 2011. |
| ----- | ----- | ----- | ----- | ----- | ----- | ----- | ----- | ----- |
| 4.712 | 4.702 | 4.642 | 4.911 | 5.965 | 6.140 | 6.041 | 6.035 | 6.336 |

## Партнерски градови
- Villa del Rosario